# Megelsum
Megelsum is een buurtschap van Meerlo in de gemeente Horst aan de Maas in de Nederlandse provincie Limburg.
In de buurtschap bevindt zich een Mariakapel uit ca. 1700. Deze heeft de status van rijksmonument, evenals de boerderij Lutjeshof uit de 18e of begin 19e eeuw.

## Galerij

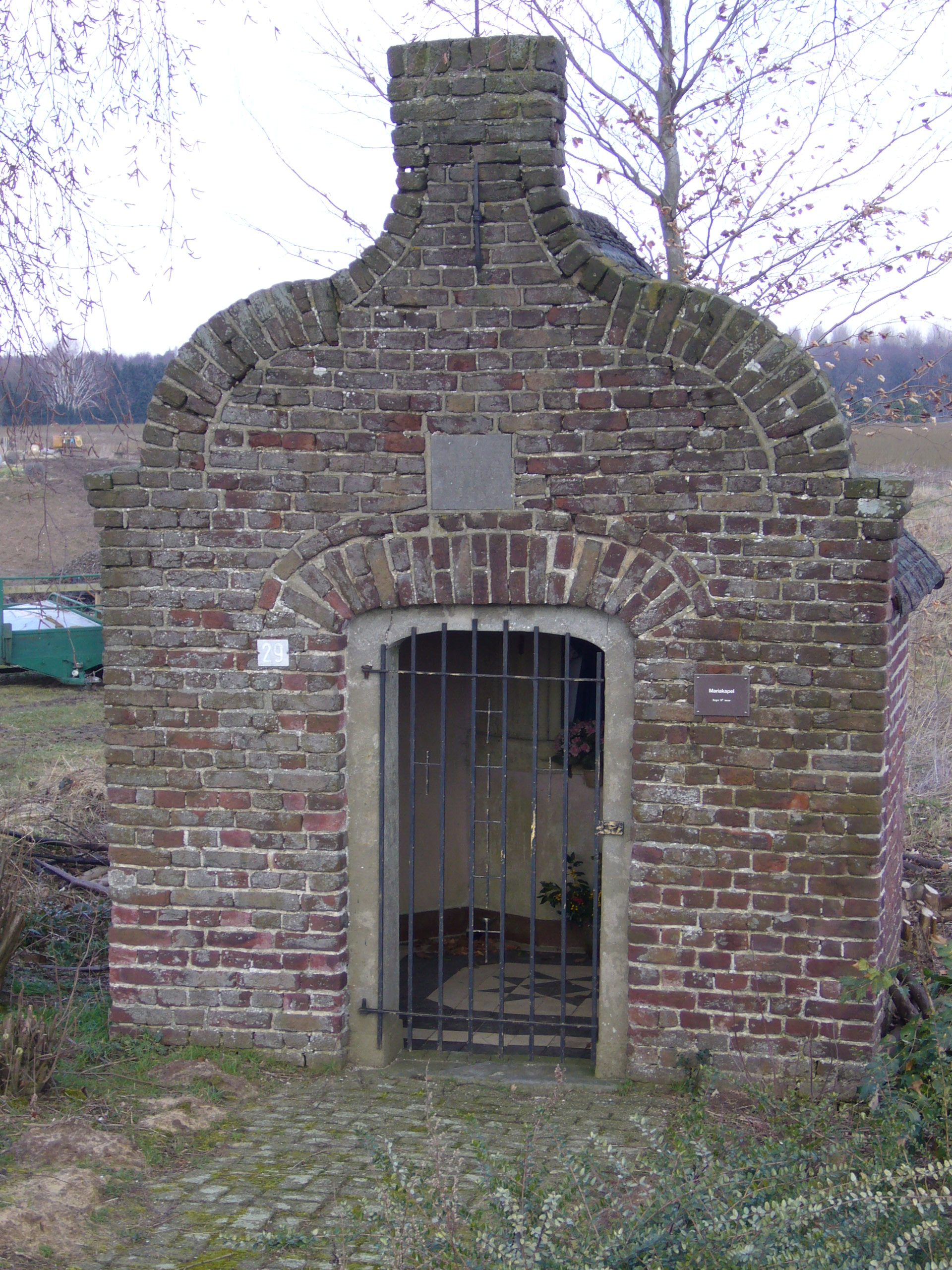
Mariakapelletje
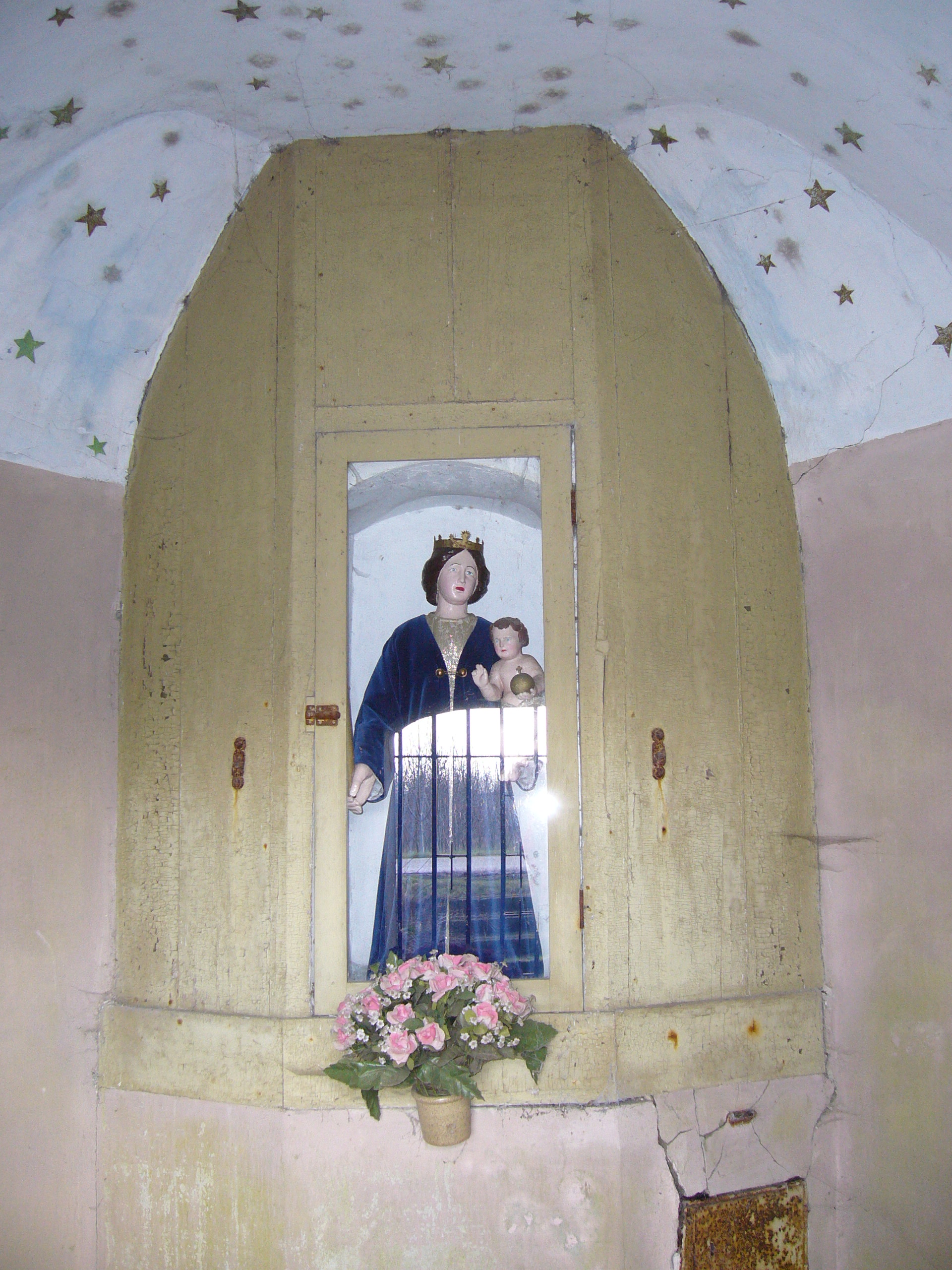
Interieur Mariakapelletje
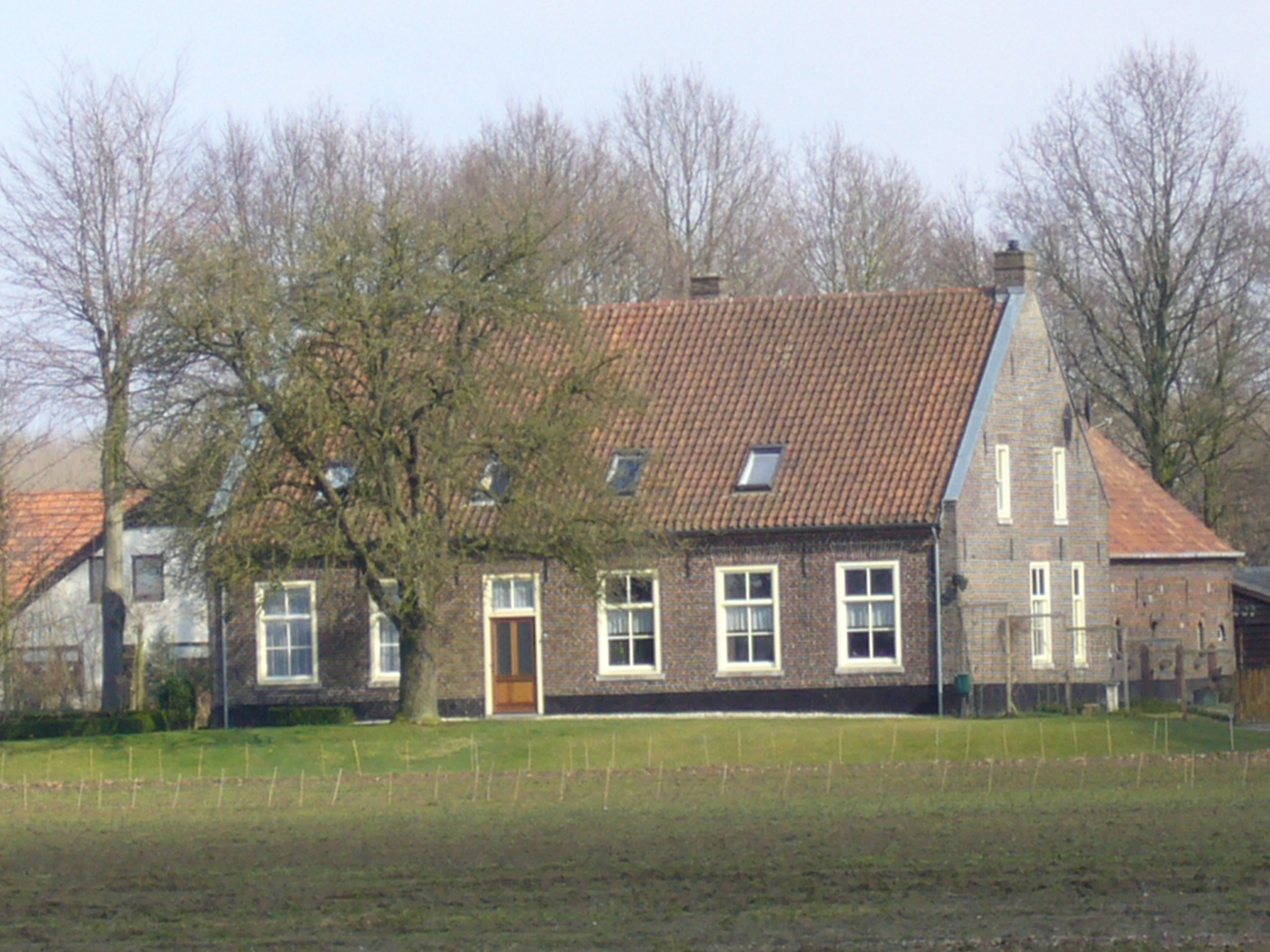
Hoeve Lutjenshof

## Trivia
Van 1969 tot 1974 vond in Megelsum het meerdaagse Midsummer Popfestival plaats.
Dorpen: America · Broekhuizen · Broekhuizenvorst · Evertsoord · Griendtsveen · Grubbenvorst · Hegelsom · Horst · Kronenberg · Lottum · Meerlo · Melderslo · Meterik · Sevenum · Swolgen · Tienray

Buurtschappen: Broek (Horst) · Broek (Sevenum) · Broekeind · Californië · Eikelenbosch · Elshout · Genenberg · Gun · Hazenhorst · De Hees · De Heide · Hei-Oostenrijk · Homberg · Houthuizen · Keuter · Legert · Lovendaal · Megelsum · Most · Ooijen · Osterbos · Raaiend · Schadijk · Steeg · De Steegh · Stokt · Tongerlo · Ulfterhoek · Veld-Oostenrijk · Vinkepas · De Vorst · Wielder · Zeelberg · Zwaanenheike · Zwarte Plak

Limburg: Steden en dorpen      Nederland: Provincies · Gemeenten